# 柳父章
柳父 章（やなぶ あきら、1928年6月12日 - 2018年1月2日）は、翻訳語研究者、比較文化論研究者。桃山学院大学名誉教授。本名・章新（ゆきよし）。

## 来歴
東京生まれ。父は農商務省の官吏。旧制浦和高等学校に進むが、20歳の時肺結核を病み、サナトリウムで8年の療養を余儀なくされる。その後東京大学に入り、はじめ理系だったが「文転」し、教養学部国際関係論を卒業した。同期に蓮實重彦がおり、在学中、「東京大学新聞」に「黒船ショック以後」「武内宿祢」などを載せ、五月祭賞を受賞、堀田善衛らの賞賛を受けた。卒業後は評論家となるべく、私塾講師などをしながら著述を出すが、1987年、大学時代のフランス語の師であった平井啓之の誘いで桃山学院大学教授となる。1999年定年退任。2018年、脳内出血にて死去。
第14回（1987年）山崎賞受賞。主に明治期に日本が西洋文化を受容する過程で新たに作られた翻訳語に注目し、翻訳語を使用する日本語と日本文化・学問・思想の基本性格を文明批評として問う注目すべき業績が評価された。
翻訳において、元の言葉よりも翻訳後の文字などの形式が重視される、という現象をカセット効果と命名した。

## 著作
- 『翻訳語の論理 ― 言語にみる日本文化の構造』(法政大学出版局, 1972年)
- 『文体の論理 ― 小林秀雄の思考の構造』(法政大学出版局, 1976年)
- 『翻訳とはなにか ― 日本語と翻訳文化』(法政大学出版局, 1976年)
- 『翻訳の思想 ― 自然とnature』(平凡社, 1977年)
- 『翻訳文化を考える』(法政大学出版局, 1978年)
- 『比較日本語論』(日本翻訳家養成センター, 1979年)
- 『「日本語」をどう書くか』(PHP研究所, 1981年)
- 『翻訳語成立事情』(岩波新書, 1982年。翻訳として韓国語訳2つとドイツ語訳が出版された[1])
- 『翻訳学問批判 ― 日本語の構造、翻訳の責任』(日本翻訳家養成センター, 1983年)
- 『現代日本語の発見』(てらこや出版, 1983年)
- 『ゴッドと上帝 ― 歴史の中の翻訳者』(筑摩書房 1986年 『ゴッドは神か上帝か』(岩波現代文庫 2001
- 『翻訳の思想 ― 自然とnature』(ちくま学芸文庫, 1995年
- 『一語の辞典 ― 文化』(三省堂, 1995年)
- 『翻訳語を読む』(光芒社, 1998年)
- 『一語の辞典 ― 愛』(三省堂, 2001年)
- 『「秘」の思想 ― 日本文化のオモテとウラ』(法政大学出版局, 2002年)
- 『近代日本語の思想 ― 翻訳文体成立事情』(法政大学出版局, 2004年)
- 『未知との出会い 翻訳文化論再説』法政大学出版局、2013

共編
- 『日本の翻訳論 アンソロジーと解題』水野的, 長沼美香子共編 法政大学出版局 2010

## 論文
- 柳父章「日本語と翻訳」『文字』第2号、京都精華大学文字文明研究所、2004年1月、197-224頁、NAID 40006215892。
- 柳父章「兆民はなぜ『民約訳解』を漢文で訳したか (特集 翻訳--翻訳とは何を翻訳するのか) -- (翻訳のパースペクティブ)」『国文学 解釈と教材の研究』第49巻第10号、学灯社、2004年9月、21-28頁、ISSN 04523016、NAID 40006329210。
- 柳父章「初めにことばがあった (特集 翻訳を越えて)」『國文學 : 解釈と教材の研究』第53巻第7号、學燈社、2008年5月、6-11頁、ISSN 04523016、NAID 40015947607。
- 柳父 章「日本の翻訳とTranslation Studies」『日本比較文学会東京支部研究報告』第8号、日本比較文学会東京支部、2011年9月、26-30頁、NAID 40018988254。
- 柳父章「言葉の限界 (特集 日本語という幻想)」『大航海』第46号、新書館、2003年、144-150頁、NAID 40005850900。